# J·J·巴雷亚
何塞·胡安·巴雷亚（西班牙語：José Juan Barea，1984年6月26日—）為波多黎各篮球教練、前运动员，曾效力于NBA達拉斯獨行俠和明尼蘇達森林狼。巴雷亚身高1米78，场上司职控球後衛。

## 职业生涯
巴雷亚大学就读于东北大学，2006年毕业后参加当年的NBA选秀，但未被选中。其后他获得了达拉斯小牛队开出的一份1年40万美元的有保障合同，后逐渐成长为小牛队轮转阵容中稳定的一员。2011年隨隊拿到了個人第一個NBA總冠軍。
勞資雙方在2011-12年賽季重新簽訂的薪資條件下與達拉斯小牛談判失敗，轉而加盟明尼蘇達灰狼。
在2012年3月24日，巴雷亚完成了他的第一次大三元，得分25分，10個籃板和14次助攻。在賽季的最後幾個星期，瑞奇·盧比歐和盧克·里德諾都受傷之下，巴雷亞成為首發控衛，在過去的9場比賽場均15.8分和9.4次助攻。在此期間，巴雷亚得到最高的28分和職業生涯最高15次助攻。2014年10月28日，巴雷亚被明尼蘇達灰狼豁免，希望回到達拉斯小牛隊。
在2014年10月30日，巴雷亚與達拉斯小牛簽約。2015年7月17日，巴雷亚與小牛再度簽約，簽訂了一份為期四年，價值1600萬美元的合同。在2015年12月24日，巴雷亞在119-118加時險勝布魯克林籃網的比賽拿下職業生涯最高的32分。三天後，他投進了職業生涯最高的7個三分球，取得26分在118-111險勝芝加哥公牛隊。 2016年3月31日，他獲得26分，隨著小牛在第四節比賽中他在49.9秒的關鍵上籃帶領球隊擊敗紐約尼克91-89。4月7日，他幫助小牛隊贏得了他們的五連勝，27分和8次助攻以88-86戰勝休斯頓火箭隊。
2020-21開季，獨行俠隊釋出老將巴雷亞，感念其於球隊多年貢獻，球隊先前已和巴雷亞簽下260萬美元的保障合約。

## 外部連結
- J·J·巴雷亚在fiba.basketball（英语）
- J·J·巴雷亚在archive.fiba.com（存檔）（英语）
- J·J·巴雷亚在NBA官網（英语）
- J·J·巴雷亚在NBA G聯盟官網（英语）
- J·J·巴雷亚在西班牙篮球甲级联赛官網（球員）（西班牙语）
- J·J·巴雷亚在Basketball-Reference.com（NBA）（英语）
- J·J·巴雷亚在Basketball-Reference.com（NBA G聯盟）（英语）
- J·J·巴雷亚在Basketball-Reference.com（國際）（英语）
- J·J·巴雷亚在Sports-Reference.com（NCAA）（英语）
- J·J·巴雷亚在ESPN（NBA）（英语）
- J·J·巴雷亚在Eurobasket.com（球員）（英语）
- J·J·巴雷亚在Proballers（英语）
- J·J·巴雷亚在RealGM（英语）
- J·J·巴雷亚在Eurobasket.com（教練）（英语）